# Kuurne-Bruxelles-Kuurne 2019
Kuurne-Bruxelles-Kuurne 2019 var den 71. udgave af cykelløbet Kuurne-Bruxelles-Kuurne. Løbet var en del af UCI Europe Tour-kalenderen og blev arrangeret 3. marts 2019. Det blev vundet af luxembourgske Bob Jungels fra Deceuninck-Quick Step.

## Hold og ryttere
| UCI WorldTeams (17)- AG2R La Mondiale - Astana - Bahrain-Merida - Bora-hansgrohe - CCC Team - Deceuninck-Quick Step - Dimension Data - EF Education First - Groupama-FDJ - Team Jumbo-Visma - Katusha-Alpecin - Lotto Soudal - Mitchelton-Scott - Movistar Team - Sky - Trek-Segafredo - UAE Team Emirates UCI Professionelle kontinentalthold (8)- Arkéa-Samsic - Cofidis, Solutions Crédits - Direct Énergie - Israel Cycling Academy - Roompot-Charles - Sport Vlaanderen-Baloise - Vital Concept-B&B Hotels - Wanty-Groupe Gobert |
| |

### Danske ryttere
- Kasper Asgreen kørte for Deceuninck-Quick Step
- Mads Würtz Schmidt kørte for Team Katusha-Alpecin
- Mads Pedersen kørte for Trek-Segafredo
- Christopher Juul-Jensen kørte for Mitchelton-Scott
- Matti Breschel kørte for EF Education First Pro Cycling
- Magnus Cort kørte for Astana Pro Team
- Michael Valgren kørte for Dimension Data
- Lars Bak kørte for Dimension Data

## Resultater
| \| Samlede stilling \| Samlede stilling \| Samlede stilling \| Samlede stilling \| Samlede stilling \| \| Rytter \| Rytter \| Hold \| Tid \| \| \| ---------------- \| ----------------- \| --------------------- \| ---------------- \| ---------------- \| \| 1. \| Bob Jungels \| Deceuninck-Quick Step \| 4t 42' 54" \| \| \| 2. \| Owain Doull \| Team Sky \| + 12" \| \| \| 3. \| Niki Terpstra \| Direct Énergie \| + 12" \| \| \| 4. \| Dylan Groenewegen \| Team Jumbo-Visma \| + 12" \| \| \| 5. \| Yves Lampaert \| Deceuninck-Quick Step \| + 12" \| \| \| 6. \| Florian Sénéchal \| Deceuninck-Quick Step \| + 12" \| \| \| 7. \| Jens Keukeleire \| Lotto-Soudal \| + 12" \| \| \| 8. \| André Greipel \| Arkéa-Samsic \| + 12" \| \| \| 9. \| Jasper De Buyst \| Lotto-Soudal \| + 12" \| \| \| 10. \| Carlos Barbero \| Movistar Team \| + 12" \| \| |                   |                       |            |
| |                   |                       |            |
| Kilde: ProCyclingStats |                   |                       |            |
| Samlede stilling |                   |                       |            |
| Rytter | Rytter            | Hold                  | Tid        |
| 1. | Bob Jungels       | Deceuninck-Quick Step | 4t 42' 54" |
| 2. | Owain Doull       | Team Sky              | + 12"      |
| 3. | Niki Terpstra     | Direct Énergie        | + 12"      |
| 4. | Dylan Groenewegen | Team Jumbo-Visma      | + 12"      |
| 5. | Yves Lampaert     | Deceuninck-Quick Step | + 12"      |
| 6. | Florian Sénéchal  | Deceuninck-Quick Step | + 12"      |
| 7. | Jens Keukeleire   | Lotto-Soudal          | + 12"      |
| 8. | André Greipel     | Arkéa-Samsic          | + 12"      |
| 9. | Jasper De Buyst   | Lotto-Soudal          | + 12"      |
| 10. | Carlos Barbero    | Movistar Team         | + 12"      |